# Первенство России по футболу
Первенство России по футболу — соревнование профессиональных футбольных клубов (команд мастеров) во втором и третьем по значимости дивизионах (а в 1994—1997 годах ещё и в третьей лиге ПФЛ — четвёртом по значимости дивизионе). В 1992—2010 годах проводилось Профессиональной футбольной лигой (которая в 1992—2001 годах, до образования премьер-лиги, вела также турнир в высшем дивизионе — чемпионат России), в настоящее время — Футбольной национальной лигой (турнир в первой лиге — с 2011 года, турнир во второй лиге — с 2021 года; в сезонах 2013/14—2020/21 годов соревнования во второй лиге проводились Профессиональной футбольной лигой). В каждом из соответствующих турниров определяется победитель (команда, занявшее первое место, отсюда и название соревнования — первенство). Два лучших клуба первенства (высшего по рангу турнира — первого дивизиона ФНЛ) ежегодно получают право на переход (а ещё два, с 2012 года — получают возможность на участие в стыковых матчах за право перехода) в чемпионат России, где состязаются клубы в борьбе за звание чемпиона страны.

## Формирование

### Высшая лига
Высшая лига (чемпионат России; высший дивизион в системе футбольных лиг России) — 1992 была сформирована из команд высшей лиги СССР — 1991, первой лиги СССР — 1991 и трёх команд второй лиги СССР — 1991 («Асмарал» (Москва) и «Крылья Советов» (Самара) — заняли 1 и 2 места в зоне «Центр» Второй лиги СССР — 1991, «Океан» (Находка) занял 1 место в зоне «Восток» Второй лиги СССР — 1991).

### Первая лига
Первая лига первенства России — 1992 была сформирована из российских команд Второй лиги СССР сезона 1991 года (кроме «Асмарала», «Крыльев Советов» и «Океана», перешедших в Высшую Лигу), пяти команд 4-й зоны второй низшей лиги СССР, четырёх команд 5-й зоны, четырёх команд 6-й зоны, семи команд 7-й зоны и 12-и команд 10-й зоны. Сохранилось разделение Первой лиги на 3 зоны по географическому принципу: «Запад», «Центр» и «Восток».

### Вторая лига
Вторая лига первенства России — 1992 была сформирована из числа профессиональных футбольных клубов России, не попавших в высшую либо в первую лиги и была разбита на 6 зон по географическому принципу.

## Развитие структуры
- По итогам сезона 1992 года 5 худших команд высшей лиги перешли в первую лигу, а 3 победителя зон (зональных турниров) первой — в высшую (число команд, участвующих в чемпионате России было уменьшено с 20 команд до 18). Из первой лиги во вторую вылетали по 3 команды из зон «Запад» и «Центр» и две команды из зоны «Восток». Из второй лиги в первую выходили по 2 команды из каждой из 6 зон второй лиги.
- После сезона 1993 года команды, занявшие в высшей лиге 14, 15 и 16 места и победители зон первой в однокруговом переходном турнире разыграли между собой 3 места в высшей лиге, команды, занявшие в высшей лиге 17 и 18 места перешли в первый дивизион (число команд, участвующих в чемпионате России, было уменьшено с 18 команд до 16).
- В 1993 году в связи с предстоявшими в 1994 году реформированием первой лиги и добавлением третьей лиги, из первой лиги вылетало довольно большое количество команд, как во вторую лигу, так и в третью, а из второй лиги, состоявшей из 7 зон, в первую лигу команды не переходили, а боролись за то, чтобы не перейти в третью лигу, куда вылетало больше половины команд. Количество зон во второй лиге 1994 года уменьшалось с семи до четырёх.
- В 1994 году убрали разделение первой лиги на зоны, и был организован дополнительный дивизион — третья лига, — состоявший из зон, не включавших в себя сибирский и дальневосточный регионы. В 1994—1996 годах из третьей лиги во вторую выходили по две команды из каждой из зон третьей лиги.

- С 1994 года первая лига является единым турниром, без географических зон. В 1994—1999 и 2003—2008 годах в ней участвовали 22 команды (как и в сезоне-2020/21), в 2001—2002 годах и сезоне-2014/15 — 18 команд, в 2000 году и в сезонах 2009—2019/20 (не считая сезоны 2012/13, 2013/14, когда в турнире участвовало нечётное количество команд — 17 и 19, соответственно) — 20 команд.
- После сезона 1995 года из первой лиги в высшую перешли 3 команды, из высшей в первую — одна (число команд, участвующих в чемпионате России, было увеличено с 16 команд до 18).
- После сезона 1996 года из первой лиги в высшую, и наоборот, перешли по 3 команды.
- После сезона 1997 года из первой лиги в высшую перешла одна команда, из высшей лиги в первую — 3 (число команд, участвующих в чемпионате России, было уменьшено с 18 команд до 16).
- В 1994 году вторая лига состояла из 4 зон, и в первую лигу выходили по 2 команды из зон «Запад» и «Центр», а победители зон «Сибирь» и «Восток» разыгрывали ещё одну путёвку в первую лигу в стыковых матчах переходного турнира.
- В 1995—1997 годах вторая лига состояла из трёх зон («Запад», «Центр» и «Восток»), и в первую лигу выходили победители зон, а в 1995—1996 годах ещё и вторые команды зон «Запад» и «Центр».
- После сезона 1997 года третья лига была упразднена путём вхождения в состав второй лиги (второго дивизиона) 1998 года, в которой вместо трёх зон в 1997 году стало шесть зон. Право на вхождение в состав второй лиги получали команды, удовлетворяющие требованиям ПФЛ независимо от показанного результата в 1997 году (так, победитель четвёртой зоны третьей лиги 1997 «Металлург» Выкса не был включён в состав второй лиги 1998).
- С 1998 года лиги стали называться дивизионами: высший, первый и второй дивизионы. Во втором дивизионе в 1998—2002 годах было 6 зон («Запад», «Центр», «Юг», «Урал», «Поволжье» и «Восток»), а с 2003 — 5 (зоны «Урал» и «Поволжье» объединены в одну — «Урал-Поволжье»). С сезона-2016/17 зоны стали именоваться группами.
- Начиная с сезона 1998 года 2 команды из первого дивизиона переходят в высший и 2 команды переходят из высшего в первый. При этом, с сезона-2011/12 дополнительно введены стыковые матчи: по итогам сезона 3-я и 4-я команда ФНЛ (Первого дивизиона) играют переходные матчи (дома и на выезде) с 14-й и 13-й командой высшего дивизиона (РПЛ), соответственно — победители получают право сыграть в чемпионате России на будущий сезон.
- Дублирующие составы клубов высшего дивизиона до 2000 года включительно имели право участвовать в Первенстве России, но только в низшем дивизионе (второй — 1992—1993, 1998—2000, и третьей — 1994—1997, лигах) без права перехода в вышестоящий дивизион, а в 2001 году включились в турнир дублёров команд высшего дивизиона, проводящийся отдельно (с 2008 года — преобразован в молодёжное первенство России).
- Высший дивизион с 2002 года стал называться Премьер-лига (в связи с созданием РФПЛ и выходом её из состава ПФЛ), первый дивизион с сезона 2011/12 стал называться Первенство ФНЛ (в связи с образованием ФНЛ), второй дивизион с сезона 2013/14 носит название Первенство ПФЛ.
- В 2001—2002 годах первый дивизион покидало 3 команды. В 1994—2000 годах и с 2003 года (не считая сезоны 2012/13, 2013/14 и 2014/15) первый дивизион (ФНЛ) покидают 5 команд, при этом, в 1998 году 17-я (шестая с конца) команда первого дивизиона играла два стыковых матча (дома и на выезде) с худшей командой-победительницей зонального турнира второго дивизиона, определяемой по показателям в играх с командами, занявшими места с 2-го по 6-е в своих зонах второго дивизиона; таким образом, напрямую из второго дивизиона в первый в 1998 году выходили 5 из 6 победителей зон (зональных турниров).
- В 1999—2002 годах из второго дивизиона в первый выходили 3 команды — победители 6 зон второго дивизиона разыгрывали в стыковых матчах 3 места в первом дивизионе, а начиная с сезона 2003 (когда второй дивизион стал состоять из 5 зон), в первый дивизион напрямую выходят победители зональных турниров второго дивизиона.
- В сезонах 2012/13, 2013/14 ФНЛ, из-за недобора участников (17 и 19 команд, соответственно) и снятия некоторых команд по ходу сезона, покидало меньшее количество команд — 2 и 3, соответственно.
- В сезоне 2014/15 в Первенстве ФНЛ участвовало 18 команд и покидало ФНЛ 3 команды. Также, с этого сезона вторые команды клубов РФПЛ и ФНЛ, участвующие в первенстве, получили право на выход в ФНЛ, но без права выхода в тот дивизион, в котором участвует основная команда клуба.
- С сезона 2015/16 в Первенстве ФНЛ участвует 20 команд и покидает ФНЛ 5 команд. При этом, перед началом сезона 2015/16 был изменён регламент, в соответствии с которым при отказе какой-либо из команд участвовать в Первенстве ФНЛ следующего сезона приоритетное право на сохранение места в ФНЛ имеют команды, вылетевшие из ФНЛ по итогам сезона.
- В сезоне-2020/21 в Первенстве ФНЛ участвуют 22 команды, Первенство ПФЛ разбито на 4 группы (команды бывшей группы «Восток» распределены в группы 2, 3 и 4).
- Перед началом сезона-2021/22 Профессиональная футбольная лига была ликвидирована, Первенство ПФЛ отошло Футбольной национальной лиге, которая стала организатором соревнований в двух дивизионах. В сезоне-2021/22 в Первенстве ФНЛ (или первом дивизионе ФНЛ) участвовало 20 команд, команды второого дивизиона ФНЛ были разбиты на 4 группы, в двух из которых имелись также разделение на две подгруппы, и соревнования в этих группах проходили в два этапа.
- Перед началом сезона 2022/23 первый и второй дивизионы получили названия Первая и Вторая лига. В 4 группах Второй лиги соревнования прошли в два этапа.
- В 2023 году Вторая лига была разбита на два дивизиона: «А» и «Б». Дивизион «Б» после переходного турнира второй половины 2023 года переходит на систему «весна — осень», по которой проводились соревнования во всех лигах в сезонах 1992—2010.

## Число команд
При подсчёте числа участвующих команд учитываются команды, которые провели в соответствующем сезоне хотя бы одну игру первенства.
В скобках — количество клубов без учёта вторых (третьих) команд (фарм-клубов), дублей (молодёжных команд) клубов Высшей (РПЛ) и Первой (ФНЛ) лиг/дивизионов (если отличается).
| Сезон | Всего команд | Первая лига  | Первая лига  | Первая лига   | Вторая лига | Вторая лига | Вторая лига | Вторая лига | Вторая лига | Вторая лига |
| Сезон | Всего команд | зона «Запад» | зона «Центр» | зона «Восток» | 1 зона      | 2 зона      | 3 зона      | 4 зона      | 5 зона      | 6 зона      |
| ----- | ------------ | ------------ | ------------ | ------------- | ----------- | ----------- | ----------- | ----------- | ----------- | ----------- |
| 1992  | 167 (156)    | 18           | 18           | 16            | 20 (19)     | 22 (19)     | 21 (14)     | 21          | 18          | 13          |

| Сезон | Всего команд | Первая лига  | Первая лига  | Первая лига   | Вторая лига | Вторая лига | Вторая лига | Вторая лига | Вторая лига | Вторая лига | Вторая лига |
| Сезон | Всего команд | зона «Запад» | зона «Центр» | зона «Восток» | 1 зона      | 2 зона      | 3 зона      | 4 зона      | 5 зона      | 6 зона      | 7 зона      |
| ----- | ------------ | ------------ | ------------ | ------------- | ----------- | ----------- | ----------- | ----------- | ----------- | ----------- | ----------- |
| 1993  | 181 (154)    | 22           | 20           | 16            | 14 (12)     | 17 (13)     | 18          | 22 (14)     | 17 (16)     | 22 (20)     | 13          |

| Сезон | Всего команд | Первая лига | Вторая лига  | Вторая лига  | Вторая лига   | Вторая лига   | Третья лига | Третья лига | Третья лига | Третья лига | Третья лига | Третья лига |
| Сезон | Всего команд | Первая лига | зона «Запад» | зона «Центр» | зона «Сибирь» | зона «Восток» | 1 зона      | 2 зона      | 3 зона      | 4 зона      | 5 зона      | 6 зона      |
| ----- | ------------ | ----------- | ------------ | ------------ | ------------- | ------------- | ----------- | ----------- | ----------- | ----------- | ----------- | ----------- |
| 1994  | 181 (165)    | 22          | 22           | 18           | 13            | 9             | 18 (14)     | 17          | 24 (16)     | 15 (13)     | 17          | 14 (12)     |

| Сезон | Всего команд | Первая лига | Вторая лига  | Вторая лига  | Вторая лига   | Третья лига | Третья лига | Третья лига | Третья лига | Третья лига | Третья лига |
| Сезон | Всего команд | Первая лига | зона «Запад» | зона «Центр» | зона «Восток» | 1 зона      | 2 зона      | 3 зона      | 4 зона      | 5 зона      | 6 зона      |
| ----- | ------------ | ----------- | ------------ | ------------ | ------------- | ----------- | ----------- | ----------- | ----------- | ----------- | ----------- |
| 1995  | 182 (162)    | 22          | 22           | 22           | 18            | 17 (10)     | 16 (15)     | 23 (16)     | 13 (12)     | 15 (14)     | 14 (11)     |
| 1996  | 184 (161)    | 22          | 22           | 22           | 16            | 18 (12)     | 18 (13)     | 21 (15)     | 16 (14)     | 16 (15)     | 13 (10)     |

| Сезон | Всего команд | Первая лига | Вторая лига  | Вторая лига  | Вторая лига   | Третья лига | Третья лига | Третья лига | Третья лига | Третья лига |
| Сезон | Всего команд | Первая лига | зона «Запад» | зона «Центр» | зона «Восток» | 1 зона      | 2 зона      | 3 зона      | 4 зона      | 5 зона      |
| ----- | ------------ | ----------- | ------------ | ------------ | ------------- | ----------- | ----------- | ----------- | ----------- | ----------- |
| 1997  | 171 (150)    | 22          | 22           | 21           | 18            | 13 (9)      | 16 (9)      | 21 (15)     | 20 (17)     | 18 (17)     |

| Сезон | Всего команд | Первый дивизион | Второй дивизион | Второй дивизион | Второй дивизион | Второй дивизион | Второй дивизион | Второй дивизион |
| Сезон | Всего команд | Первый дивизион | зона «Запад»    | зона «Центр»    | зона «Юг»       | зона «Поволжье» | зона «Урал»     | зона «Восток»   |
| ----- | ------------ | --------------- | --------------- | --------------- | --------------- | --------------- | --------------- | --------------- |
| 1998  | 141 (131)    | 22              | 22 (16)         | 22 (21)         | 21 (18)         | 20 (19)         | 18              | 16              |
| 1999  | 130 (119)    | 22              | 20 (13)         | 19 (18)         | 19 (17)         | 18 (17)         | 16              | 16              |
| 2000  | 127 (116)    | 20              | 19 (12)         | 20              | 20 (18)         | 18 (16)         | 16              | 14              |
| 2001  | 128 (126)    | 18              | 20 (19)         | 20 (19)         | 20              | 18              | 16              | 16              |
| 2002  | 127 (125)    | 18              | 20 (19)         | 20 (19)         | 21              | 17              | 15              | 16              |

| Сезон | Всего команд | Первый дивизион | Второй дивизион | Второй дивизион | Второй дивизион | Второй дивизион      | Второй дивизион |
| Сезон | Всего команд | Первый дивизион | зона «Запад»    | зона «Центр»    | зона «Юг»       | зона «Урал-Поволжье» | зона «Восток»   |
| ----- | ------------ | --------------- | --------------- | --------------- | --------------- | -------------------- | --------------- |
| 2003  | 115 (114)    | 22              | 20 (19)         | 20              | 20              | 20                   | 13              |
| 2004  | 102 (98)     | 22              | 17 (15)         | 17              | 17 (16)         | 19 (18)              | 10              |
| 2005  | 100 (98)     | 22              | 17 (16)         | 18              | 13              | 19 (18)              | 11              |
| 2006  | 103 (100)    | 22              | 19 (17)         | 18              | 17              | 14 (13)              | 13              |
| 2007  | 94 (91)      | 22              | 16 (14)         | 16              | 15              | 14 (13)              | 11              |
| 2008  | 105 (102)    | 22              | 19 (18)         | 18              | 18              | 18 (17)              | 10 (9)          |
| 2009  | 101 (97)     | 20              | 19 (17)         | 17 (16)         | 19              | 16 (15)              | 10              |
| 2010  | 95 (92)      | 20              | 17 (16)         | 16 (15)         | 17              | 14 (13)              | 11              |

| Сезон   | Всего команд | ФНЛ | Второй дивизион | Второй дивизион | Второй дивизион | Второй дивизион      | Второй дивизион |
| Сезон   | Всего команд | ФНЛ | зона «Запад»    | зона «Центр»    | зона «Юг»       | зона «Урал-Поволжье» | зона «Восток»   |
| ------- | ------------ | --- | --------------- | --------------- | --------------- | -------------------- | --------------- |
| 2011/12 | 95 (91)      | 20  | 16 (15)         | 14              | 18 (17)         | 14 (13)              | 13 (12)         |
| 2012/13 | 90 (86)      | 17  | 14 (13)         | 16              | 17 (16)         | 15 (14)              | 11 (10)         |

| Сезон   | Всего команд | ФНЛ     | ПФЛ          | ПФЛ          | ПФЛ       | ПФЛ                  | ПФЛ           |
| Сезон   | Всего команд | ФНЛ     | зона «Запад» | зона «Центр» | зона «Юг» | зона «Урал-Поволжье» | зона «Восток» |
| ------- | ------------ | ------- | ------------ | ------------ | --------- | -------------------- | ------------- |
| 2013/14 | 91 (84)      | 19      | 17 (15)      | 16 (15)      | 18 (16)   | 12 (11)              | 9 (8)         |
| 2014/15 | 92 (84)      | 18      | 16 (15)      | 16 (14)      | 22 (20)   | 11 (10)              | 9 (7)         |
| 2015/16 | 82 (75)      | 20 (18) | 15           | 14 (13)      | 14 (12)   | 10                   | 9 (7)         |

| Сезон   | Всего команд | ФНЛ     | ПФЛ            | ПФЛ            | ПФЛ         | ПФЛ                     | ПФЛ             |
| Сезон   | Всего команд | ФНЛ     | группа «Запад» | группа «Центр» | группа «Юг» | группа «Урал-Приволжье» | группа «Восток» |
| ------- | ------------ | ------- | -------------- | -------------- | ----------- | ----------------------- | --------------- |
| 2016/17 | 78 (73)      | 20 (18) | 14(13)         | 13 (11)        | 16          | 9                       | 6               |
| 2017/18 | 84 (73)      | 20 (18) | 14 (13)        | 14 (11)        | 17          | 13 (9)                  | 6               |
| 2018/19 | 79 (71)      | 20 (17) | 13 (12)        | 14             | 15 (14)     | 11 (9)                  | 6 (5)           |
| 2019/20 | 82 (74)      | 20 (18) | 14 (13)        | 14 (12)        | 16 (15)     | 12 (10)                 | 6               |

| Сезон   | Всего команд | ФНЛ     | ПФЛ      | ПФЛ      | ПФЛ      | ПФЛ      |
| Сезон   | Всего команд | ФНЛ     | группа 1 | группа 2 | группа 3 | группа 4 |
| ------- | ------------ | ------- | -------- | -------- | -------- | -------- |
| 2020/21 | 86 (75)      | 22 (20) | 17 (16)  | 16 (13)  | 16 (14)  | 15 (12)  |

| Сезон   | Всего команд | Первый дивизион ФНЛ | Второй дивизион ФНЛ | Второй дивизион ФНЛ | Второй дивизион ФНЛ | Второй дивизион ФНЛ |
| Сезон   | Всего команд | Первый дивизион ФНЛ | группа 1            | группа 2            | группа 3            | группа 4            |
| ------- | ------------ | ------------------- | ------------------- | ------------------- | ------------------- | ------------------- |
| 2021/22 | 96 (81)      | 20 (18)             | 17 (15)             | 22 (17)             | 22 (18)             | 15 (13)             |

| Сезон   | Всего команд | Первая лига | Вторая лига | Вторая лига | Вторая лига | Вторая лига |
| Сезон   | Всего команд | Первая лига | группа 1    | группа 2    | группа 3    | группа 4    |
| ------- | ------------ | ----------- | ----------- | ----------- | ----------- | ----------- |
| 2022/23 | 90 (77)      | 18 (17)     | 14 (13)     | 22 (17)     | 24 (20)     | 12 (10)     |

| Годы                 | Всего команд | Всего команд | Первая лига | Первая лига | Первая лига | Вторая лига, Дивизион «А» | Вторая лига, Дивизион «А» | Вторая лига, Дивизион «А» | Вторая лига, Дивизион «Б» | Вторая лига, Дивизион «Б» | Вторая лига, Дивизион «Б» | Вторая лига, Дивизион «Б» | Вторая лига, Дивизион «Б» | Вторая лига, Дивизион «Б» |
| Годы                 | Всего команд | Всего команд | Сезон       |             |             | Сезон                     |                           |                           | Сезон                     | Всего команд              | группа 1                  | группа 2                  | группа 3                  | группа 4                  |
| -------------------- | ------------ | ------------ | ----------- | ----------- | ----------- | ------------------------- | ------------------------- | ------------------------- | ------------------------- | ------------------------- | ------------------------- | ------------------------- | ------------------------- | ------------------------- |
| вторая половина 2023 | 97           | (80)         | 2023/24     | 18          | (18)        | 2023/24                   | 20                        | (18)                      | 2023                      | 59 (44)                   | 14 (12)                   | 18 (12)                   | 18 (15)                   | 9 (5)                     |
| первая половина 2024 | 100          | (80)         | 2023/24     | 18          | (18)        | 2023/24                   | 20                        | (18)                      | 2024                      | 62 (44)                   | 17 (14)                   | 16 (10)                   | 15 (12)                   | 14 (8)                    |
| вторая половина 2024 |              |              | ↓2024/25    | 18          |             | ↓2024/25                  | 20                        |                           | 2024                      | 62 (44)                   | 17 (14)                   | 16 (10)                   | 15 (12)                   | 14 (8)                    |

1. 1 2 3  Второе значение (в скобках) — без учёта фарм-клубов, молодёжных команд.